# Bảo tàng Bourdelle

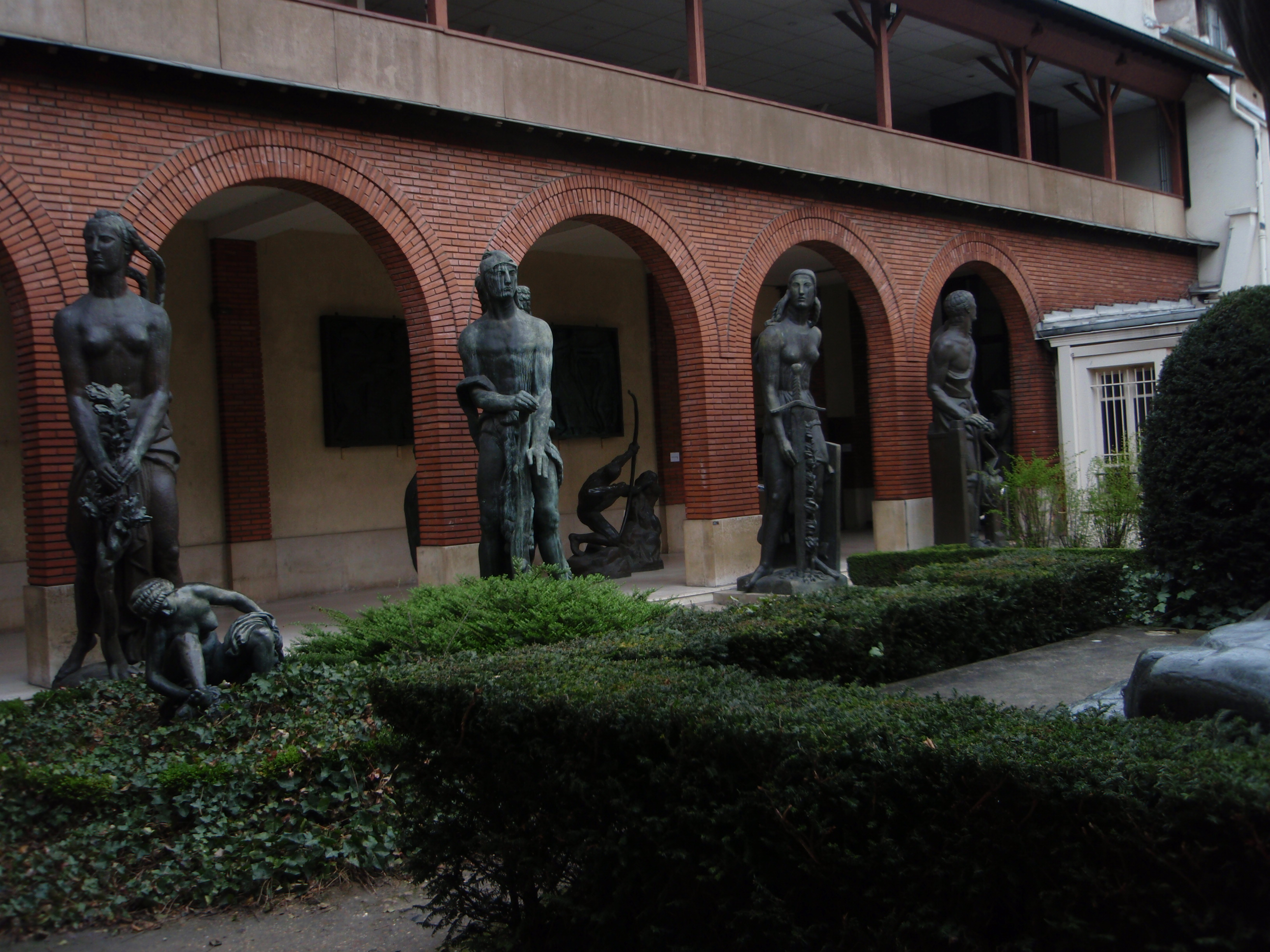
Musée Bourdelle

Bảo tàng Bourdelle (tiếng Pháp: Musée Bourdelle) là một bảo tàng nghệ thuật nằm ở số 18 phố Antoine Bourdelle, Quận 15 thành phố Paris. Nơi đây vốn là căn nhà cùng xưởng sáng tá và khu vườn của nhà điêu khắc Antoine Bourdelle. Năm 1949, tòa nhà được sửa chữa lại thành bảo tàng. Hiện nay, bảo tàng Bourdelle thuộc sự quản lý của thành phố Paris, trưng bày các họa phẩm, tác phẩm điêu khắc, đồ trang trí... Năm 2007, bảo tàng Bourdelle đón 46.656 lượt khách thăm.